# نيجيريون لبنانيون
النيجيريون اللبنانيون (بالإنجليزية: Lebanese Nigerians)‏ هم نيجيريون لهم أصول من لبنان. يشكلون مجتمعًا يتراوح عدده بين 30,000 إلى 75,000 شخص. بعض العائلات اللبنانية في نيجيريا عاشت في البلاد لعدة أجيال منذ عصر الاستعمار البريطاني، في حين أن آخرين هم مهاجرون أحدث.

## نظرة تاريخية

### الحقبة الاستعمارية
هاجر الناس من لبنان لأول مرة إلى غرب إفريقيا في القرن التاسع عشر هربًا من الاضطهاد والأزمة الاقتصادية في الإمبراطورية العثمانية . وغالبًا ما كان المهاجرون اللبنانيون يعتزمون الوصول إلى البرازيل أو الولايات المتحدة، ولكن العديد منهم علقوا في غرب أفريقيا بسبب المشاكل المالية. وبعض اللبنانيين الآخرين هاجروا إلى غرب أفريقيا حين ظنوا بالخطأ أنهم قد سافروا إلى منطقة جغرافية غامضة تسمى "أميركا" (تهجئة خاطئة لـ "أمريكا")، إما بسبب قلة تعليمهم أو بسبب خداعهم من قبطان السينة. واستقبلت نيجيريا عددًا كبيرًا من المستوطنين اللبنانيين نظرًا لأن مدينة لاغوس الساحلية كانت تعد نقطة عبور رئيسية بين لبنان والأمريكتين. أول مهاجر لبناني إلى نيجيريا ، في لاغوس ، كان إلياس خوري الذي هاجر من قرية مزيارة اللبنانية عام 1890. جاء العديد من هؤلاء المهاجرين اللبنانيين الأوائل إلى نيجيريا من قريتي مزيارة وجوايا . وغالبًا ما يعتمد سكان القريتين على التحويلات المالية من اللبنانيين النيجيريين للعيش.

### الفترة المعاصرة
تواصل نيجيريا استقبال تدفق عدد كبير من المهاجرين اللبنانيين الذين يسعون للهرب من الاضطرابات السياسية والاقتصادية في بلادهم. ويُقدر أن أكثر من 250,000 لبناني يعيشون في غرب أفريقيا، وفي عام 2021، أفادت السفارة اللبنانية في نيجيريا بـ "زيادة ملحوظة" في عدد المواطنين اللبنانيين الذين ينتقلون إلى نيجيريا. وفي فبراير 2022، منحت الحكومة النيجيرية الجنسية لـ 286 مواطنًا أجنبيًا، من بينهم 108 لبنانيين.

## التأثير على المجتمع النيجيري
تمت تبرع المجتمع اللبناني بساحة تينوبو الشهيرة في لاغوس كهدية لنيجيريا بمناسبة استقلالها في عام 1960. ومدرسة الجالية اللبنانيةهي مدرسة خاصة في لاغوس تديرها اللبنانيون.

## قائمة البارزين اللبنانيين النيجيريين
- مايكل بولس
- ايلي كليل
- جورج كليل
- جورج كليل (رجل أعمال)
- جيلبرت شاغوري
- رونالد شاغوري
- سام درويش
- بلال فواز
- ميمي فواز
- أنور محمد الخليل
- مي الخليل
- لولا ماجا
- نيكول مدابر
- ليلى سانت ماثيو دانيال
- حسن المحمد

## أنظر أيضا
- الشتات اللبناني
- قائمة اللبنانيين في إفريقيا